# Jean Charles Galissard de Marignac
Jean Charles Galissard de Marignac (Ginebra, 24 de abril de 1817 - Ginebra, 15 de abril de 1894) fue un químico suizo, cuyo trabajo con los pesos atómicos sugirió la posibilidad de la existencia de isótopos y la fracción de empaquetamiento de los núcleos y cuyo estudio de los elementos químicos llamados tierras raras condujo al descubrimiento del iterbio en 1878, y al codescubrimiento del gadolinio en 1880.

## Vida y trayectoria profesional
Nacido en Ginebra, tenía veintiún años cuando comenzó a asistir a la Escuela Politécnica de París, y desde 1837 hasta 1839 estudió en la École des Mines. Entonces, después de un breve periodo de tiempo en el laboratorio de Justus von Liebig en Giessen, y en la fábrica de porcelana de Sèvres, en 1841 se convirtió en profesor de química en la Academia de Ginebra. En 1845 también fue nombrado profesor de mineralogía, y ocupó ambos puestos hasta 1878, cuando la mala salud le obligó a dimitir. Murió en Ginebra en 1894.

## Obra científica
Marignac es bien conocido por sus determinaciones cuidadosas y exactas de los pesos atómicos que llevó a cabo para los cincuenta y siete elementos conocidos. Al llevar a cabo este trabajo, como Jean Stas, tenía el propósito de comprobar la hipótesis de Prout, cuya posible validez tomómás en consideración que el químico belga. A lo largo de su vida, prestó gran atención a las tierras raras y al problema de su separación y al modo de distinguirlos entre sí. En 1878 extrajo iterbio de lo que se suponía que era óxido de erbio puro, y dos años después encontró gadolinio y samario en la samarskita.
En 1858 señaló el isomorfismo de los fluoestannatos y los fluosilicatos, por lo tanto resolvió la entonces controvertida cuestión de la composición del ácido silícico, y posteriormente estudió los fluoruros de zirconio, boro, wolframio, y de otros elementos. Preparó el ácido silicowolframico, uno de los primeros ejemplos de ácido inorgánico complejo. Marignac descubrió que el niobio y el tantalio pueden ser separados por la separación mediante cristalización fraccionada de heptafluorotantalato de potasio y de oxipentafluoroniobato de potasio monohidrato, un proceso que se usó comercialmente hasta que fue desplazado, a partir de la década de 1950, por la separación de los mismos fluoruros mediante extracción con disolventes.
En química física, llevó a cabo una amplia investigación sobre la naturaleza y el proceso de disolución, investigando, en particular, los efectos térmicos producidos por la dilución de las soluciones salinas, la variación del calor específico de las disoluciones salinas con la temperatura y la concentración, y los fenómenos de difusión líquida .